# Shuangyu (köpinghuvudort i Kina, Zhejiang Sheng, lat 28,02, long 120,61)
Shuangyu (kinesiska: Lu-t’ou-ts’un, 双屿, 双屿镇) är en köpinghuvudort i Kina. Den ligger i provinsen Zhejiang, i den östra delen av landet, omkring 250 kilometer söder om provinshuvudstaden Hangzhou. Antalet invånare är 209 673. Befolkningen består av 90 714 kvinnor och 118 959 män. Barn under 15 år utgör 5,0 %, vuxna 15-64 år 93 %, och äldre över 65 år 1,0 %.
Runt Shuangyu är det tätbefolkat, med 849 invånare per kvadratkilometer. Närmaste större samhälle är Wenzhou, 6,3 km öster om Shuangyu. Runt Shuangyu är det i huvudsak tätbebyggt.
Genomsnittlig årsnederbörd är 2 185 millimeter. Den regnigaste månaden är juni, med i genomsnitt 294 mm nederbörd, och den torraste är januari, med 75 mm nederbörd.